# Stange
Stange és un municipi situat al comtat d'Innlandet, Noruega. Té 20.119 habitants (2016) i la seva superfície és de 724 km². El centre administratiu del municipi és el poble de Stangebyen. És part del districte tradicional de Hedmarken.

## Informació general
El municipi va ser establert l'1 de gener de 1838. L'antic municipi de Romedal es va fusionar amb Stange l'1 de gener de 1964.

### Nom
El municipi, originalment la parròquia, és el nom de l'antiga granja de Stange (en nòrdic antic: Stangir). El nom és la forma plural de stǫng, que significa "barra".

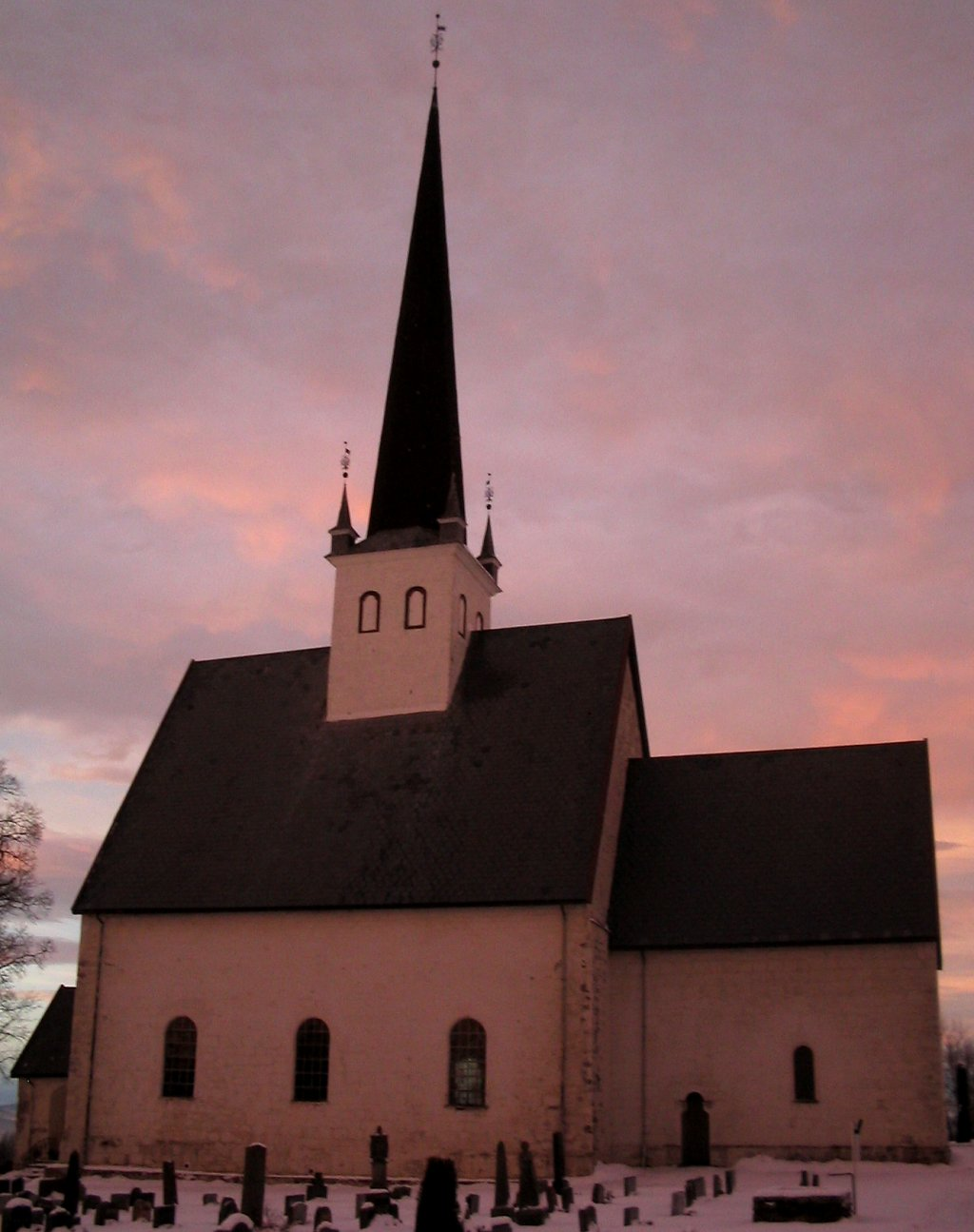
L'església de Stange

### Escut d'armes
L'escut d'armes és modern. Se'ls va concedir el 20 de juny de 1986. L'escut mostra una arada medieval de platejada sobre un fons verd. Simbolitza la importància històrica de l'agricultura a la zona. Fou dissenyat per Arne Løvstad.

## Història
Les troballes arqueològiques indiquen assentaments agrícoles a la zona molt abans de l'època dels vikings. Pel poble hi passava la principal via per accedir a Hamar, cosa que feia que tot de mercaders compressin tota mena de coses al municipi.
L'església de Stange és una de les esglésies medievals més antigues de Noruega. S'esmentà per primera vegada l'any 1225, durant la saga del rei Haakon Håkonsen.

## Geografia

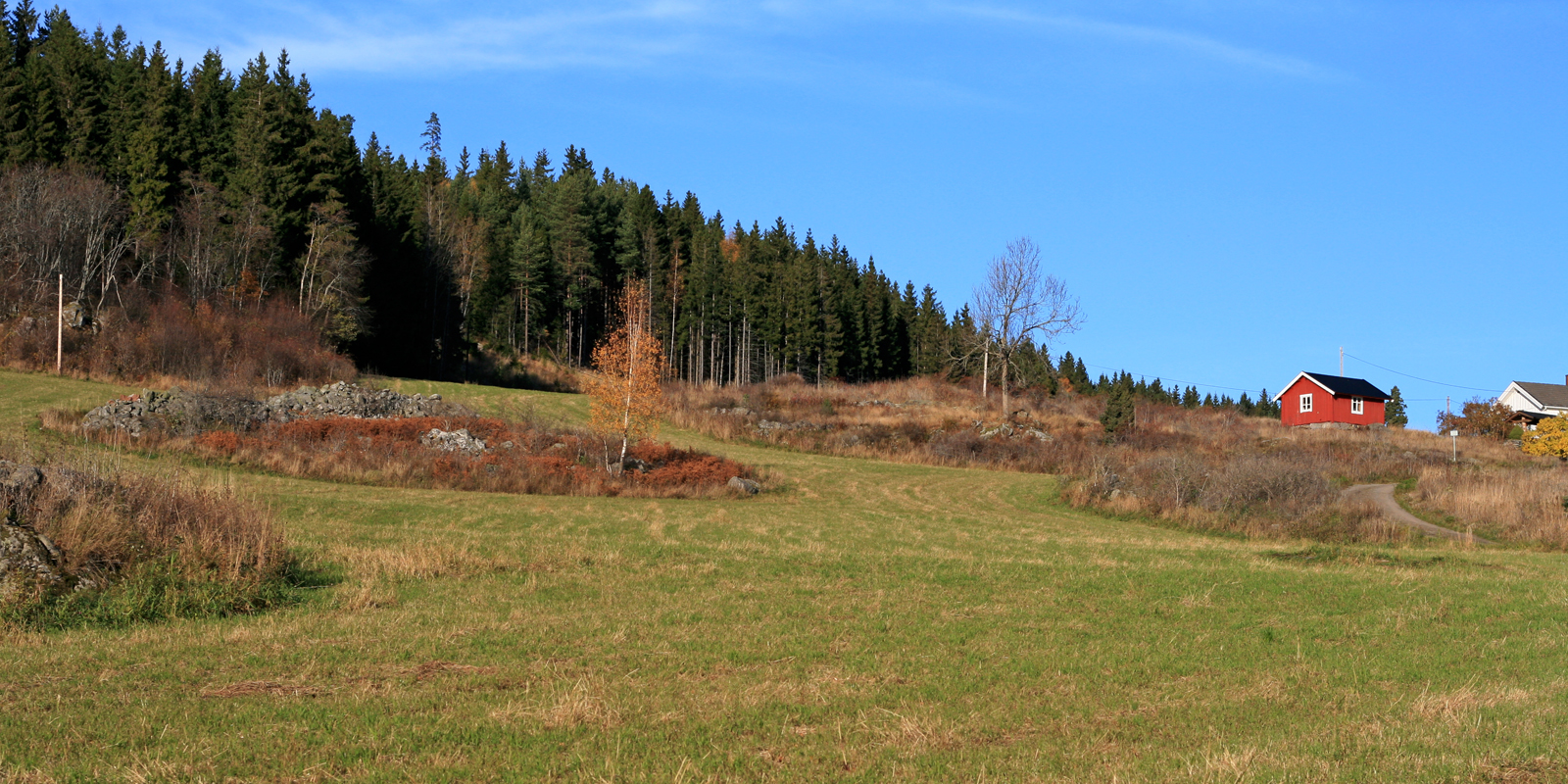
Paisatge rural a Svenskerud, Stange.

El municipi està situat a l'est del llac Mjøsa. Limita al nord amb els municipis de Hamar, Løten i Våler, a l'est amb Åsnes, al sud amb Nord-Odal i amb Eidsvoll a l'oest.
El municipi es divideix a grans trets en dues zones: la zona nord, amb terres de cultiu riques i fèrtils, i la zona sud, una zona boscosa força deshabitada. Com a resultat, la part nord està dominada per grans granges pròsperes i la part sud de granges petites i marginals.
Les àrees més densament poblades són el nord i oest del municipi. Tot i ser un municipi de l'interior de Noruega, a Stange el terreny és relativament suau, amb bona terra de cultiu. Al sud, als voltants del llac, és una zona eminentment agrícola i forestal amb suaus turons. El punt més alt del municipi se situa al sud, amb la muntanya Fjellsjøhøgda (642,3 m.).

### Clima
Stange té un clima continental d'interior amb precipitacions relativament escasses, hiverns freds, estius frescos i amb diferències considerables entre les temperatures diürnes i nocturnes a l'estiu.
Les temperatures a l'hivern normalment arriben als -10 ° C amb fortes nevades, mentre els estius són frescos i ventosos, amb valors que rares vegades superen els 20 °C.
| Dades climàtiques a Stange         | Dades climàtiques a Stange | Dades climàtiques a Stange | Dades climàtiques a Stange | Dades climàtiques a Stange | Dades climàtiques a Stange | Dades climàtiques a Stange | Dades climàtiques a Stange | Dades climàtiques a Stange | Dades climàtiques a Stange | Dades climàtiques a Stange | Dades climàtiques a Stange | Dades climàtiques a Stange | Dades climàtiques a Stange |
| Mes                                | gen                        | febr                       | març                       | abr                        | maig                       | juny                       | jul                        | ag                         | set                        | oct                        | nov                        | des                        | anual                      |
| ---------------------------------- | -------------------------- | -------------------------- | -------------------------- | -------------------------- | -------------------------- | -------------------------- | -------------------------- | -------------------------- | -------------------------- | -------------------------- | -------------------------- | -------------------------- | -------------------------- |
| Mitjana diària °C (°F)             | −7.2 (19)                  | −7.6 (18.3)                | −2.8 (27)                  | 2.6 (36.7)                 | 9.0 (48.2)                 | 13.8 (56.8)                | 15.1 (59.2)                | 14.1 (57.4)                | 9.8 (49.6)                 | 5.2 (41.4)                 | −0.7 (30.7)                | −5.1 (22.8)                | 3.9 (39)                   |
| Precipitació mitjana mm (polzades) | 34 (1.34)                  | 25 (0.98)                  | 24 (0.94)                  | 26 (1.02)                  | 40 (1.57)                  | 56 (2.2)                   | 68 (2.68)                  | 66 (2.6)                   | 57 (2.24)                  | 51 (2.01)                  | 43 (1.69)                  | 35 (1.38)                  | 525 (20.67)                |
|                                    |                            |                            |                            |                            |                            |                            |                            |                            |                            |                            |                            |                            |                            |